# Puncturella noachina
Puncturella noachina é uma espécie de molusco pertencente à família Fissurellidae.
A autoridade científica da espécie é Linnaeus, tendo sido descrita no ano de 1771.
Trata-se de uma espécie presente no território português, incluindo a zona económica exclusiva.